# Síndrome da cabeça explosiva
A Síndrome da cabeça explosiva (EHS) é uma condição na qual uma pessoa experiencia ruídos irreais (alucinações), de alta e curta duração ao adormecer ou acordar. Isso pode ser assustador, geralmente ocorre apenas ocasionalmente e não é um problema de saúde sério. As pessoas também podem experienciar flashes de luz. Geralmente não causa dor.
A causa é desconhecida. As explicações potenciais incluem problemas de audição, epilepsia do lobo temporal, disfunção nervosa ou mutações específicas. Os potenciais fatores de risco incluem estresse psicológico. É classificado como um distúrbio do sono ou distúrbio de cefaleia. As pessoas frequentemente não são diagnosticadas.
Não há evidências de alta qualidade para apoiar algum tratamento. Manter a tranquilidade pode ser suficiente. A Clomipramina e os Bloqueadores dos canais de cálcio foram testados. Embora a frequência da condição não tenha sido bem estudada, alguns estimam que ela ocorre em cerca de 10% das pessoas. As mulheres são mais comumente afetadas. A condição foi descrita inicialmente por volta de 1876. O nome atual passou a ser usado em 1988.